# Luc Vanparys
Luc Vanparys (Brugge, 21 mei 1949) is een Belgische politicus voor CD&V. Hij was van 1995 tot 2017 burgemeester van Oostkamp.

## Biografie
Vanparys ging naar de lagere school in Vrije Basisschool Sint-Pieter in Oostkamp en naar de middelbare school op het Sint-Lodewijkscollege in Brugge. Daarna ging hij licentiaat rechten studeren aan de Kulak. Na zijn studies vervulde hij van 1973 tot 1974 zijn legerdienst. Daarna haalde hij nog een bijzondere licentie sociaal recht aan de Universiteit van Gent. In 1975 werd hij advocaat aan de balie van Brugge. Hij startte zijn eigen advocatenkantoor.
Vanparys ging in Oostkamp in de gemeentepolitiek. Bij de gemeenteraadsverkiezingen van 1982 werd hij verkozen als gemeenteraadslid en hij werd meteen ook schepen. Na de verkiezingen van 1988 werd hij eerste schepen. In 1995 werd hij burgemeester van Oostkamp.
Daarnaast oefende hij ook andere bestuursmandaten uit. Van 1995 tot 1999 was hij voorzitter van de West-Vlaamse Intercommunale voor Huisvesting. In 1999 werd hij voorzitter van de West-Vlaamse Intercommunale (WVI).
Vanparys maakte in juli 2016 bekend dat hij stopt en de fakkel overdraagt aan opvolger Jan de Keyser. Sinds 1 mei 2017 is deze burgemeester van Oostkamp.